# Eremotrichoma kugleri
Eremotrichoma kugleri är en tvåvingeart som först beskrevs av Wayne N. Mathis 1986.  Eremotrichoma kugleri ingår i släktet Eremotrichoma och familjen vattenflugor. Inga underarter finns listade i Catalogue of Life.